# Кулак, що ламає винищувач

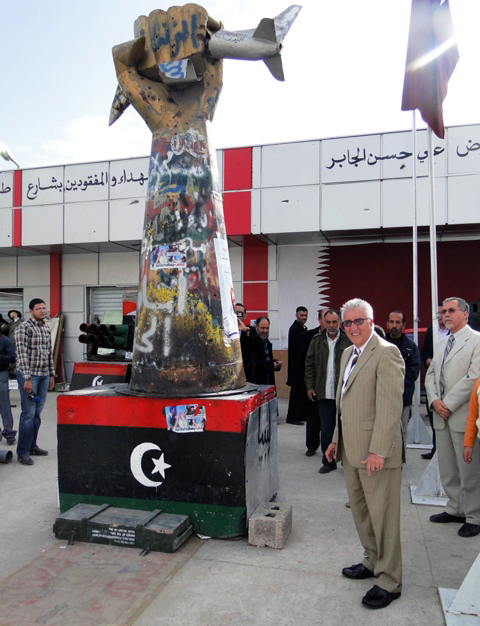
Скульптура в Місураті

Кулак, що ламає винищувач — позолочена скульптура, встановлена в місті Місурата, Лівія. Раніше перебувала в резиденції Баб-аль-Азізія в лівійській столиці Триполі. Виготовлена за розпорядженням лівійського лідера  Муаммара Каддафі в 1986, незабаром після бомбардувань Лівії винищувачами США . Скульптура зображує передпліччя і кисть людської руки, що стискає та ламає винищувач, на якому викарбувані американський прапор і абревіатура «U.S.». Спочатку ця скульптура була символом режиму Каддафі, згодом перетворилася в символ падіння його режиму.
В період Громадянської війни в Лівії в 2011 скульптура часто демонструвалася в ЗМІ, в тому числі по телебаченню під час трансляції промов Каддафі 22 лютого і 20 березня 2011, що давши слово «померти мучеником», але не допустити перемоги антиурядових сил .
23 серпня 2011, в розпал битви за Триполі, лівійським повстанцям вдалося взяти штурмом резиденцію Баб-аль-Азізія, після чого міжнародні ЗМІ опублікували фотографії повстанців, які зібралися навколо цієї скульптури; один з повстанців навіть забрався на неї .
Нижня частина скульптури була обмальована графіті повстанців. 27 серпня повстанці збили скульптуру з постаменту і доставили в Місурату, де помістили у знову відкритий Музей лівійського повстання . Згодом зі скульптури були прибрані зображення прапора США та ініціали, що позначають цю країну .